# Mucia Tertia
Pour les articles homonymes, voir Tertia.
Mucia Tertia est une matrone romaine qui vécut au Ier siècle av. J.-C. Elle fut la troisième femme de Pompée.

## Biographie
Mucia Tercia est la fille de Quintus Mucius Scaevola, consul en 95 av. J.-C. et pontifex maximus de 89 à 86 av. J.-C. Sa mère, Licinia, divorça de son père pour épouser Quintus Caecilius Metellus Nepos dont elle était déjà la maîtresse. Son nom laisse supposer qu’elle serait la troisième fille, à moins que ce ne soit pour la différencier de ses deux tantes.
Mucia avait aussi deux demi-frères cadets du second mariage de sa mère : Quintus Caecilius Metellus Celer, consul en 60 av. J.-C. et Quintus Caecilius Metellus Nepos, consul en 57 av. J.-C.
Le premier mari de Mucia était Caius Marius le jeune, fils de Caius Marius et de Julia, la tante de Jules César.
Le dictateur Sylla, qui devait s’assurer la loyauté de Pompée, arrangea le mariage de celui-ci avec Mucia vers 79 av. J.-C. De ce mariage naquirent trois enfants : Gnaeus Pompeius (Pompée le jeune), Pompeia Magna (mariée à Faustus Cornelius Sulla) et Sextus Pompée. Durant la longue absence de Pompée, entre 76 et 61 av. J.-C., Mucia mena une vie assez dépravée. Tant qu’il fut loin de Rome, Pompée ne tint pas compte des ragots qui lui parvenaient. Mais à son retour définitif, en 61 av. J.-C., il lui envoya l’acte de divorce, sans faire connaître, ni alors, ni plus tard, les raisons de ce divorce. Toutefois, on les trouve dans la correspondance privée de Cicéron.
Mucia se remaria ensuite avec Marcus Aemilius Scaurus, un beau-fils du dictateur Sylla. Elle a aussi été une des maîtresses de Jules César.
En 39 av. J.-C., elle se rendit en Sicile pour servir de médiatrice entre son fils Sextus Pompée et Auguste. Celui-ci la traita avec beaucoup de respect.

## Sources
- (en) Cet article est partiellement ou en totalité issu de l’article de Wikipédia en anglais intitulé « Mucia Tertia » (voir la liste des auteurs).